# Alburni-hegység
Az Alburni egy mészkővonulat Olaszország Campania régiójának déli részén, a Cilento és Vallo di Diano Nemzeti Park területén, a Sele és Tanagro folyók völgye között. Elsősorban karsztformáiról nevezetes. Legmagasabb csúcsa a Postiglione mellett fekvő Monte Alburno (1742 m). A legendák szerint a mitológiából ismert titánok az Alburni csúcsai között találtak menedéket, miután Neptunus elűzte őket a Tirrén-tenger vidékéről. A helyi legendák szerint a titánok minden egyes földrengés alkalmával egy lépést tesznek előre kelet felé.